# Лора Малві
Лора Малві (англ. Laura Mulvey; 15 серпня 1941) ― британська дослідниця, феміністський теоретик кіно на психоаналітичній основі, авторка концепції чоловічого погляду, режисер-авангардист у 1970-х і 1980-х. Написала і зрежисерувала «Пентесілею: Королева амазонок» (1974), «Загадки Сфінкса» (1977), «Емі!» (1980), Crystal Gazing (1982), «Фріда Кало та Тіна Модотті» (1982) та картину «Погана сестра» (1982) з Пітером Волленом.

## Життєпис
Здобула освіту в коледжі Сент-Хілди, Оксфорд. Професор дослідження кіно та медіа в Біркбеку, Лондонський університет. Раніше викладала в Коледжі Бульмерше, Лондонському коледжі друку, Університеті Східної Англії та Британському інституті кіноматографії.
Впродовж 2008-2009 навчального року Малві була запрошеним професором гуманітарних дисциплін Мері Корніль у коледжі Веллслі. Нагороджена трьома почесними ступенями: у 2006 ― доктор літератури Університету Східної Англії; у 2009 ― доктор юридичних наук університету Конкордія; і в 2012 році доктор літератури Блумсдей Університетського коледжу Дубліна.

## Феміністсько-психоаналітична теорія кіно
Малві найбільш відома своїм есе «Візуальне задоволення та оповідне кіно», написаним у 1973 році та опублікованим у 1975 у впливовому британському журналі з теорії кіно Screen. Пізніше есе з’явилося у збірці Малві «Візуальні та інші задоволення», а також у багатьох інших антологіях. Ця робота, на яку вплинули теорії Фройда та Лакана, є одним з перших великих нарисів, які допомогли змістити орієнтацію теорії кіно в психоаналітичні рамки. До Малві такі теоретики кіно, як Жан-Луї Бодрі та Крістіан Мец, використовували психоаналітичні ідеї у своїх теоретичних розповідях про кіно. Однак внесок Малві відкрив перетин теорії кіно, психоаналізу та фемінізму. «Візуальне задоволення та оповідне кіно» допомогло перенести термін «чоловічий погляд» у кінокритику і врешті у звичайну мову. Вперше термін був використаний англійським мистецтвознавцем Джоном Бергером у серії фільмів для ВВС, що вийшла в ефір у січні 1972 року, а згодом і в книзі, як частина його аналізу поводження з оголеною частиною тіла в європейському живописі.
Малві заявила про намір використовувати концепції Фройда та Лакана як «політичну зброю». Вона стверджує, що кінематографічний апарат класичного голлівудського кіно неминуче ставить глядача та глядачку у чоловічу суб’єктну позицію, а фігура жінки на екрані є об’єктом бажання «чоловічого погляду». В епоху класичного голлівудського кіно аудиторію заохочували ототожнюватись з головними героями, які були і залишаються переважно чоловіками. Тим часом, голлівудські персонажки 1950-х і 1960-х, за словами Малві, були «для того, щоб на них дивитися», тоді як позиціонування камери та глядачі-чоловіки становили «носія погляду». Малві пропонує два різні способи чоловічого погляду цієї епохи: «вуаєристичний» (бачення жінки як образу, на який слід дивитися) і «фетишистський» (бачення жінки як заміни для «нестачі», що лежить в основі психоаналітичного страху перед кастрацією).
Щоб пояснити захоплення голлівудським кінематографом, Малві використовує концепцію скопофілії, вперше введену Фройдом у «Трьох есе про теорію сексуальності» (1905), що стосується задоволення, отриманого від споглядання, а також задоволення, отриманого від того, що на нас дивляться. Концепція скопофілії має вуаєристський, ексгібіціоністський і нарцисичний відтінки, і саме це утримує увагу чоловічої аудиторії на екрані. За словами Аннеке Смелік, професора кафедри сучасних мов і культур Університету Радбоуда, класичне кіно заохочує глибоке бажання аналізувати включення структур вуаєризму та нарцисизму до сюжету та образів фільму. Що стосується нарцисичного обертону скопофілії, нарцисична візуальна насолода може виникнути внаслідок самоідентифікації з образом. На думку Малві, глядачі-чоловіки проєктують свій погляд, а отже, і себе на головних героїв-чоловіків. Таким чином глядачі-чоловіки також непрямо заволодівають жінкою на екрані. Крім того, Малві досліджує концепцію скопофілії стосовно двох осей: діяльності та пасивності. Ця «двійкова опозиція є гендерною»: чоловічі персонажі розглядаються як активні та могутні: вони діяльні, розповідь розгортається навколо них. Жінки ж представлені як пасивні і безсилі: вони є об’єктами бажання, які існують виключно для задоволення чоловіків, і тому жінок ставлять у роль ексгібіціоністок. Ця перспектива ще більше відображається у несвідомому патріархальному суспільстві.
Що стосується фетишистського обертону чоловічого погляду за Малві, це один із способів зняття страху кастрації. За словами Малві, парадокс образу «жінки» полягає в тому, що хоча він символізує привабливість і спокусу, він також виступає за відсутність фалоса, що призводить до кастраційної тривоги. Страх кастрації вирішується за допомогою фетишизму та структури розповіді: щоб полегшити цей страх на рівні оповіді, жіночу персонажку треба визнати винною. Для ілюстрації сюжетів такого штибу Малві аналізує твори Альфреда Гічкока та Йозефа фон Штернберга, такі як «Запаморочення» (1958) та «Марокко» (1930). Ця напруга вирішується через смерть персонажки (як у «Запамороченні») або через її шлюб з чоловіком-протагоністом (як у «Марні» Гічкока, 1964). Через фетишизацію жіночого образу увага від жіночого «недоліку» (відсутності фалоса) відволікається, а отже, робить жінок безпечним об’єктом чистої краси, а не об’єктом загрози.
Малві також досліджує концепції Жака Лакана щодо формування его та дзеркальної сцени. На думку Лакана, діти отримують задоволення від ототожнення з ідеальним зображенням, відображеним у дзеркалі, яке формує его дитячого ідеалу. Малві аналогізує цьому те, як глядач отримує нарцисичне задоволення від ідентифікації з людською фігурою на екрані ― з образами чоловіків. Обидві ідентифікації ґрунтуються на концепції Лакана про розвідку (неправильне розпізнавання), що означає, що такі ідентифікації «засліплені нарцисичними силами, які їх структурують, а не визнають».
Різні техніки зйомки служать для того, щоб перетворити вуаєризм у переважно чоловічу прерогативу, тобто вуаєристичне задоволення є виключно чоловічим. Що стосується операторської роботи, то камери знімають як з оптичної, так і з лібідинозної чоловічої точки зору, сприяючи ідентифікації глядача з чоловічим образом. Крім того, Малві стверджує, що кінематографічні ідентифікації є гендерними, структурованими відповідно до статевих відмінностей. Представлення могутніх чоловічих персонажів протилежне представленню безсилих жіночих. Отже, аудиторії обох статей легко ідентифікуватись з чоловічими персонажами. Представлення безсилих персонажок досягається з допомогою кута нахилу камери: жінок знімають згори під великим кутом, таким чином зображуючи як беззахисних. Рух камери, редагування та освітлення також використовуються в цьому напрямку. Прикладом тут є фільм «Мовчання ягнят» (1990), де можна оцінити зображення протагоністки, Клариси Старлінг (Джоді Фостер), як об’єкта погляду. У початковій послідовності на сцені ліфту зображена Клариса в оточенні кількох високих агентів ФБР, усіх одягнених однаково, всі височіють над нею, «усі піддають її своєму (чоловічому) погляду».
Малві стверджує, що єдиний спосіб знищити патріархальну голлівудську систему ― це кинути виклик і знову сформувати кінематографічні стратегії класичного Голлівуду за допомогою альтернативних феміністичних методів. Вона закликає до створення нового феміністичного авангардного кіномистецтва, яке порушило б наративну насолоду класичного голлівудського кіно. Вона пише: «Кажуть, що аналіз задоволення чи краси знищує їх. Це мета цієї статті».
«Візуальне задоволення та оповідне кіно» було предметом значної міждисциплінарної дискусії серед теоретиків кіно, яка тривала до середини 1980-х. Критики звернули увагу на те, що аргументи Малві передбачають неможливість насолоджуватися класичним голлівудськими фільмами жінкам, і що її аргументи не враховують глядачів з іншими гендерними ознаками. Малві звертається до цих питань у своїй пізнішій (1981) статті «Післядумки про «Візуальне задоволення та оповідне кіно»», натхненній Кінг Відор (1946), де аргументує метафоричний «трансвестизм», в якому глядачка може коливатися між аналітичною позицією перегляду, кодованою чоловіком та жінкою. Ці ідеї призвели до теорії про те, що можна також вести мову про гей-, лесбійську та бісексуальну авдиторії. Стаття Мелві була написана до висновків пізнішої хвилі досліджень аудиторії медіа про складну природу фанатських культур та їх взаємодії з зірками. Квір-теорія, наприклад, розроблена Річардом Дайєром, обґрунтувала ідею, що багато геїв фіксуються на певних жінках-зірках (наприклад, Доріс Дей, Лайза Мінеллі, Грета Гарбо, Марлен Дітріх, Джуді Гарленд). Інший пункт критики есе Малві ― це наявність есенціалізму у її творчості; тобто ідеї про те, що жіноче тіло має набір атрибутів, необхідних для його ідентичності та функцій, і які по суті є іншими для маскулінності. Тоді питання сексуальної ідентичності передбачає протилежні онтологічні категорії, засновані на біологічному досвіді статевого акту.

## Фалоцентризм і патріархат
Малві включає фрейдистську ідею фалоцентризму у «Візуальне задоволення та оповідне кіно». Використовуючи думки Фрейда, Малві доводить, що образи, персонажі, сюжети та історії, а також діалоги у фільмах ненавмисно будуються на ідеалах патріархату, як у сексуальному контексті, так і поза ним. Вона також аналізує роботи мислителів, включаючи Жака Лакана, і розмірковує над роботами режисерів Джозефа фон Штернберга та Альфреда Гічкока.
У своєму есе Малві обговорює кілька різних типів глядачів та глядачок, які трапляються під час кіноперегляду. Перегляд фільму передбачає несвідоме або напівсвідоме залучення до стереотипних суспільних ролей чоловіків і жінок. «Три різних види погляду» пояснюють, як фільми розглядаються стосовно фалоцентризму. Перший «погляд» стосується камери, оскільки вона записує фактичні події фільму. Другий «погляд» описує майже вуаєристичний глядацький акт, коли людина бере участь у перегляді фільму. Нарешті, третій «погляд» стосується персонажів і персонажок, які взаємодіють одне з одним впродовж фільму.
Основна ідея, яка об’єднує ці дії, полягає в тому, що «дивитися», як правило, розглядається як активна чоловіча роль, тоді як пасивна роль тієї, на кого дивляться, апріорно приймається як жіноча характеристика. Через патріархат, стверджує Малві, жінки у фільмі прив'язані до бажання, а персонажки мають «зовнішній вигляд, закодований для сильного візуального та еротичного впливу». Жінка-акторка часто не призначена представляти персонажку, яка безпосередньо впливає на результат сюжету або підтримує сюжетну лінію, але вставляється у фільм як спосіб підтримати чоловічу роль і «нести тягар сексуальної об'єктивації».